# Stratford Butterfly Farm
Koordinaten: 52° 11′ 33″ N, 1° 42′ 35″ W

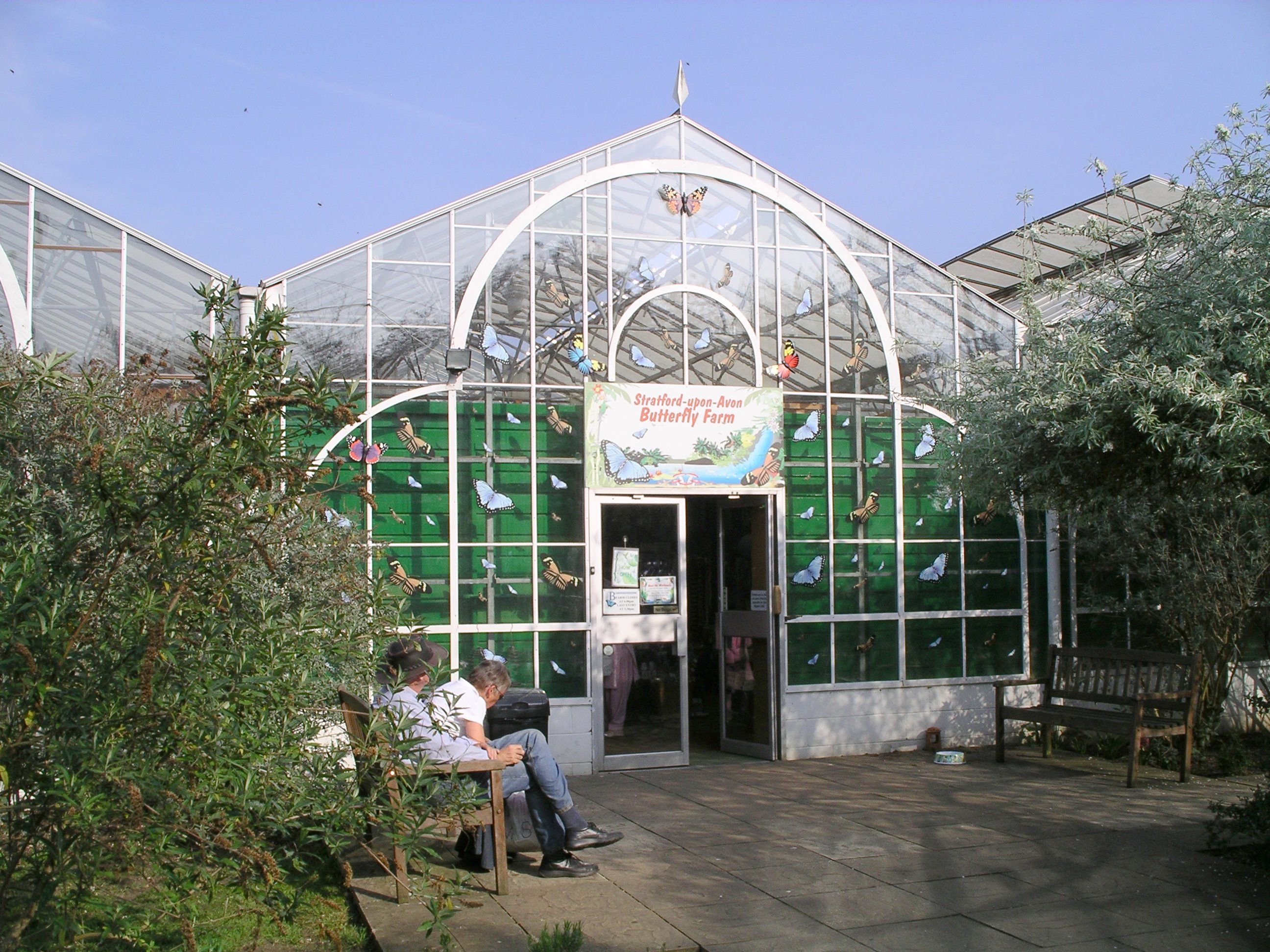
Eingang zu einem Ausstellungsraum

Die Stratford Butterfly Farm ist ein Schmetterlingszoo in Stratford-upon-Avon in der englischen Grafschaft Warwickshire.

## Geschichte
Clive Farrell, ein Hobby-Entomologe, der sich von frühester Jugend für Schmetterlinge interessierte, erwarb ein Grundstück in Stratford-upon-Avon, auf dem er mit dem Bau eines Schmetterlingshauses begann. 1985 wurde es von dem britischen Botaniker David Bellamy  eröffnet. In den folgenden Jahren wurden die Anlagen erweitert und modifiziert. 2002 löste eine fehlgeleitete Feuerwerksrakete ein Feuer aus und zerstörte einige Anlagenteile. Die Farm konnte für die Besucher jedoch geöffnet bleiben und nur ein kleiner Abschnitt eines Gewächshauses musste neu bepflanzt werden. Im Jahr 2020 beging die Stratford Butterfly Farm feierlich das 35-jährige Jubiläum.

## Anlagenbeschreibung
Die Stratford Butterfly Farm ist in mehrere Sektionen gegliedert. In der Rainforst Flight Area fliegen exotische Schmetterlinge in einer mit tropischen Pflanzen ausgestatteten Freiflughalle, die mehr als 2000 Schmetterlinge beherbergt. Die Blüten der in der Halle wachsenden Pflanzen dienen den Faltern als Nektarquelle und deren Blätter als Nahrung für die Raupen bestimmter Arten. In der Discovery Zone können die Besucher die einzelnen Entwicklungsstadien eines Schmetterlings vom Ei bis zum Imago verfolgen. Die Minibeast Metropolis zeigt eine Auswahl an Amphibien und Reptilien. In einem gläsernen Terrarium kann außerdem das Leben einer Kolonie der Blattschneideameise Acromyrmex octospinosus beobachtet werden. Die Sektion The Maya stellt eine Verbindung der Schmetterlingsfarm zu den Regenwäldern von Belize und der Maya-Kultur her. Es können ca. 30 antike Maya-Artefakte besichtigt werden. Vor den Ausstellungshallen ist ein Wildflower Garden angelegt, der blütenreiche, überwiegend einheimische Pflanzen sowie Insektenhotels enthält und die heimische Insektenwelt anlocken soll.

## Schmetterlingsarten
Je nach der Verfügbarkeit aus einem 250 Arten zählenden Artenspektrum werden meist Puppen von weltweit operierenden Schmetterlingsfarmen bezogen, zuweilen wird auch selbst gezüchtet. Im Park befinden sich bis zu 2000 Schmetterlinge in verschiedenen Entwicklungsstadien. Um die Besucher zu beeindrucken, werden vorzugsweise farbenprächtige und große Arten ausgewählt. Die nachfolgende Bild-Auswahl zeigt oftmals präsentierte Arten.

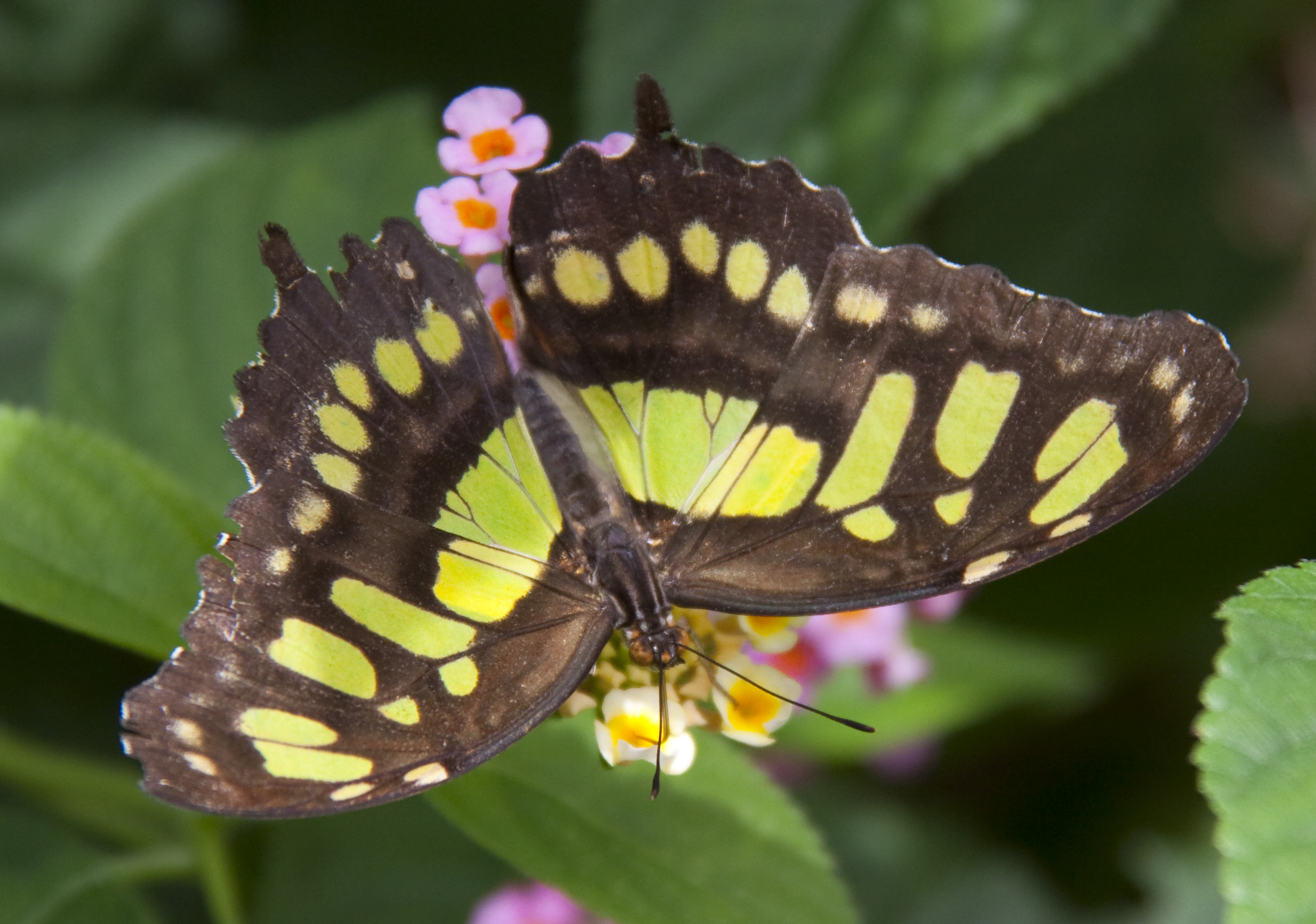
Malachitfalter (Siproeta stelenes)
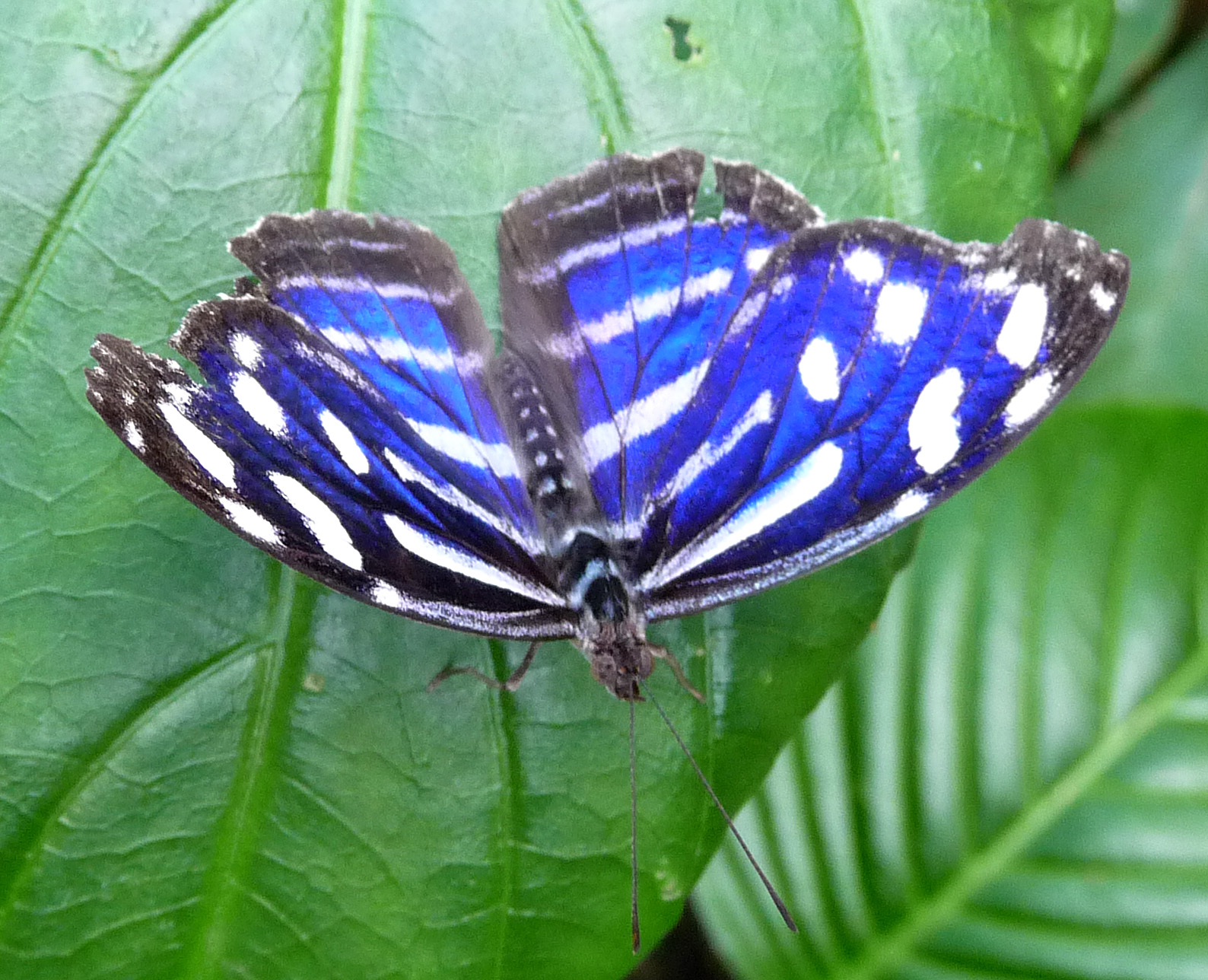
Myscelia cyaniris
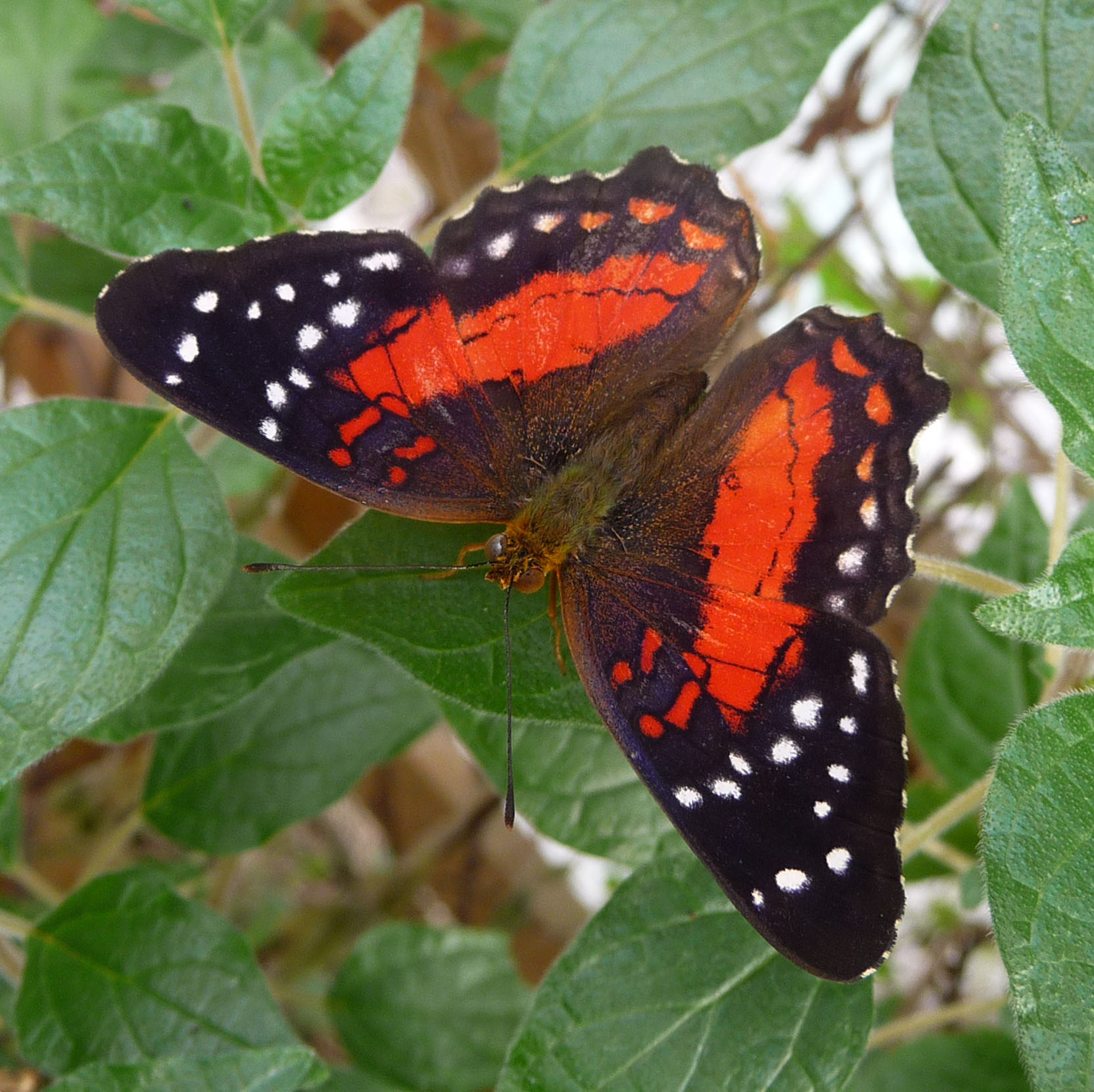
Anartia amathea
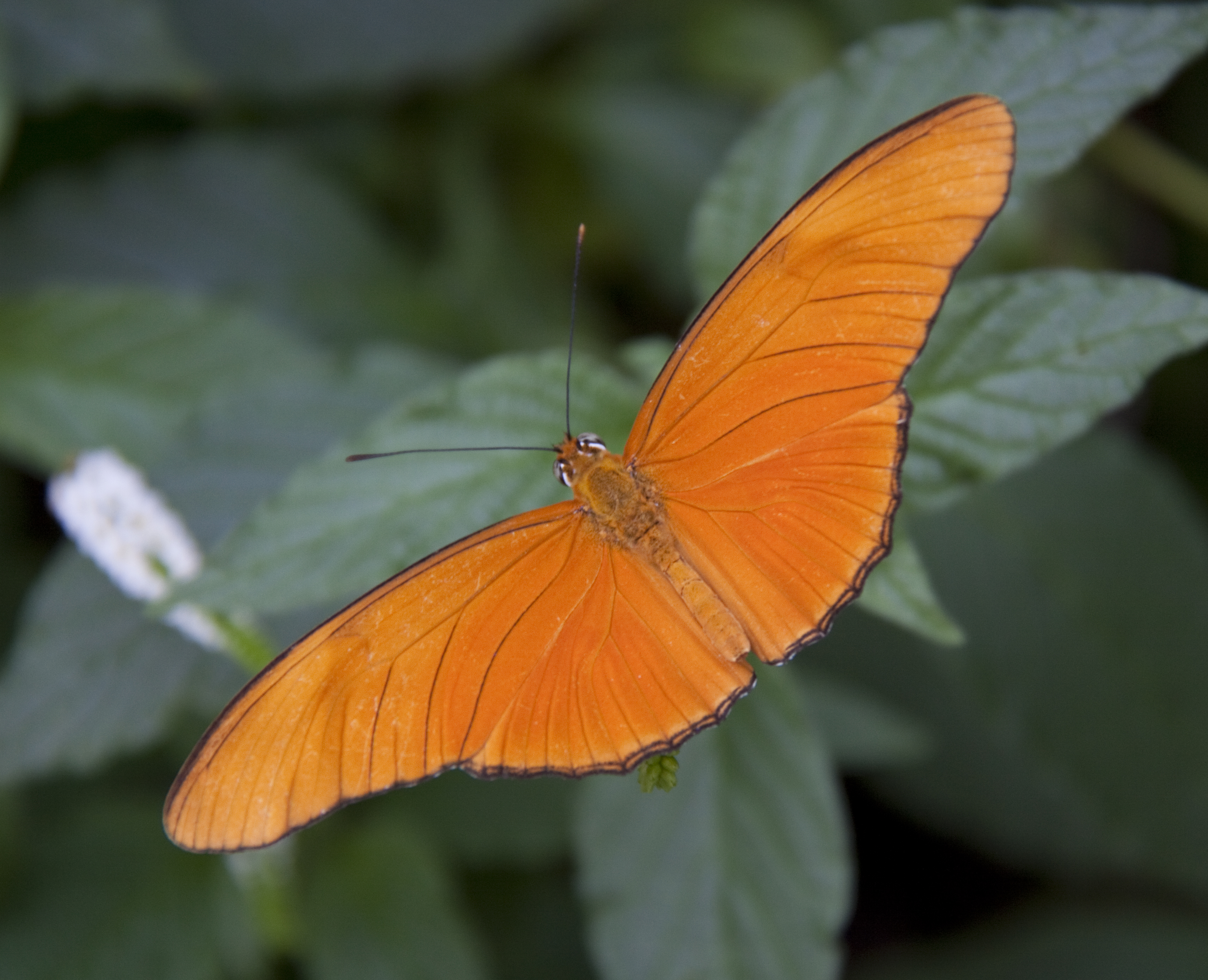
Dryas iulia